# Ronny
Ronny, właśc. Ronny Heberson Furtado de Araújo (ur. 11 maja 1986 w Fortanlezie) – brazylijski piłkarz, grający na pozycji środkowego pomocnika.
Po wypełnieniu kontraktu ze Sportingiem CP, przeniósł się do niemieckiej Herthy Berlin. Jest specjalistą od rzutów wolnych i od bardzo mocnego uderzania lewą nogą. Do niego należy najmocniejszy strzał na świecie (210,9 km/h).